# Bombus rupestris
Bombus rupestris  (лат.) — вид перепончатокрылых из семейства настоящих пчёл рода шмелей.
Тело чёрного цвета, с красным задним концом брюшка. Крылья самки черноватые, у самца прозрачные. Длина тела самцов 14—16 мм, размах крыльев 28—31 мм; длина тела самок 18—22 мм, размах крыльев 41—44 мм. Хоботок короткий. На последней паре ног отсутствует типичный для шмелей аппарат для сбора пыльцы, который необходим, чтобы прокормить личинок. 

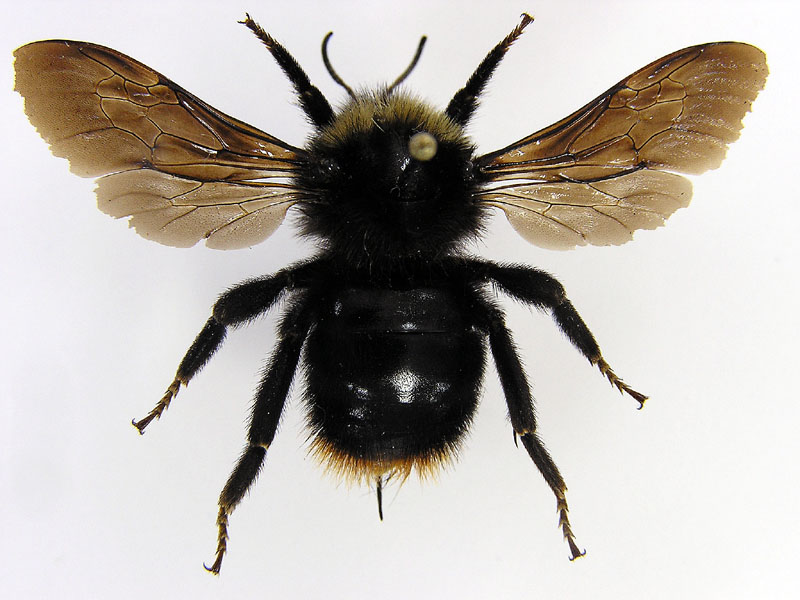

Вид распространён в Западной Европе на запад до Маньчжурии. Биология. Клептопаразит у Bombus lapidarius, Bombus sylvarum, Bombus ruderarius, Bombus pascuorum, Bombus distinguendus. Для выведения потомства проникает в гнездо шмелей-хозяев, где вступает в борьбу с «королевой», которая уступает паразиту в размерах и силе. Обычно шмель убивает матку-хозяйку, а затем выбрасывает из расплодных пакетов личинок и яйца (но не куколок — они производят тепло и не потребляют пищевые продукты). Лёт с середины апреля до середины июня. Самка питается весной часто пыльцой и нектаром одуванчика лекарственного, короставника, чертополоха, василька и скабиозы. Самец после спаривания погибает, а самка зимует в защищённом гнезде.